# Matwé Middelkoop
Matwé Middelkoop (ur. 3 września 1983 w Leerdam) – holenderski tenisista, reprezentant w Pucharze Davisa.

## Kariera tenisowa
W gronie profesjonalistów występuje od 2002 roku.
W rozgrywkach ATP Tour Holender wygrał czternaście turniejów oraz przegrał siedemnaście finałów.
W Pucharze Davisa zadebiutował w rywalizacji z Argentyną w 2009 roku, kiedy to przegrał swój jedyny mecz singlowy.
Najwyżej w rankingu gry pojedynczej znajdował się na 197. pozycji (3 listopada 2008), a w rankingu gry podwójnej na 18. pozycji (6 lutego 2023).

### Finały w turniejach ATP Tour
| Legenda                                      |
| -------------------------------------------- |
| Wielki Szlem                                 |
| Igrzyska olimpijskie                         |
| Tennis Masters Cup / ATP Finals              |
| ATP Masters Series / ATP Tour Masters 1000   |
| ATP International Series Gold / ATP Tour 500 |
| ATP International Series / ATP Tour 250      |

#### Gra podwójna (14–17)
| Końcowy wynik | Nr  | Data                 | Turniej       | Nawierzchnia  | Partner           | Przeciwnicy                               | Wynik finału      |
| ------------- | --- | -------------------- | ------------- | ------------- | ----------------- | ----------------------------------------- | ----------------- |
| Zwycięzca     | 1.  | 7 lutego 2016        | Sofia         | Twarda (hala) | Wesley Koolhof    | Philipp Oswald Adil Shamasdin             | 5:7, 7:6(9), 10–6 |
| Zwycięzca     | 2.  | 24 lipca 2016        | Kitzbühel     | Ceglana       | Wesley Koolhof    | Dennis Novak Dominic Thiem                | 2:6, 6:3, 11–9    |
| Zwycięzca     | 3.  | 14 stycznia 2017     | Sydney        | Twarda        | Wesley Koolhof    | Jamie Murray Bruno Soares                 | 6:3, 7:5          |
| Finalista     | 1.  | 19 lutego 2017       | Rotterdam     | Twarda (hala) | Wesley Koolhof    | Ivan Dodig Marcel Granollers              | 6:7(5), 3:6       |
| Finalista     | 2.  | 23 lipca 2017        | Båstad        | Ceglana       | Sander Arends     | Julian Knowle Philipp Petzschner          | 2:6, 6:3, 7–10    |
| Zwycięzca     | 4.  | 24 września 2017     | Petersburg    | Twarda (hala) | Roman Jebavý      | Julio Peralta Horacio Zeballos            | 6:4, 6:4          |
| Zwycięzca     | 5.  | 6 stycznia 2018      | Pune          | Twarda        | Robin Haase       | Pierre-Hugues Herbert Gilles Simon        | 7:6(5), 7:6(5)    |
| Zwycięzca     | 6.  | 11 lutego 2018       | Sofia         | Twarda (hala) | Robin Haase       | Nikola Mektić Alexander Peya              | 5:7, 6:4, 10–4    |
| Finalista     | 3.  | 29 kwietnia 2018     | Budapeszt     | Ceglana       | Andrés Molteni    | Dominic Inglot Franko Škugor              | 7:6(8), 1:6, 8–10 |
| Finalista     | 4.  | 26 maja 2018         | Lyon          | Ceglana       | Roman Jebavý      | Nick Kyrgios Jack Sock                    | 5:7, 6:2, 9–11    |
| Finalista     | 5.  | 30 czerwca 2018      | Antalya       | Trawiasta     | Sander Arends     | Marcelo Demoliner Santiago González       | 5:7, 7:6(6), 8–10 |
| Zwycięzca     | 7.  | 21 lipca 2018        | Umag          | Ceglana       | Robin Haase       | Roman Jebavý Jiří Veselý                  | 6:4, 6:4          |
| Finalista     | 6.  | 23 września 2018     | Petersburg    | Twarda (hala) | Roman Jebavý      | Matteo Berrettini Fabio Fognini           | 6:7(6), 6:7(4)    |
| Finalista     | 7.  | 5 stycznia 2019      | Doha          | Twarda        | Robin Haase       | David Goffin Pierre-Hugues Herbert        | 7:5, 4:6, 4–10    |
| Finalista     | 8.  | 24 lutego 2019       | Marsylia      | Twarda (hala) | Ben McLachlan     | Jérémy Chardy Fabrice Martin              | 3:6, 7:6(4), 3–10 |
| Finalista     | 9.  | 13 kwietnia 2019     | Marrakesz     | Ceglana       | Frederik Nielsen  | Jürgen Melzer Franko Škugor               | 4:6, 6:7(6)       |
| Finalista     | 10. | 29 września 2019     | Zhuhai        | Twarda        | Marcelo Demoliner | Sander Gillé Joran Vliegen                | 6:7(2), 6:7(4)    |
| Zwycięzca     | 8.  | 19 października 2019 | Moskwa        | Twarda (hala) | Marcelo Demoliner | Simone Bolelli Andrés Molteni             | 6:1, 6:2          |
| Zwycięzca     | 9.  | 9 lutego 2020        | Córdoba       | Ceglana       | Marcelo Demoliner | Leonardo Mayer Andrés Molteni             | 6:3, 7:6(4)       |
| Finalista     | 11. | 18 października 2020 | Petersburg    | Twarda (hala) | Marcelo Demoliner | Jürgen Melzer Édouard Roger-Vasselin      | 2:6, 6:7(4)       |
| Finalista     | 12. | 25 października 2020 | Antwerpia     | Twarda (hala) | Rohan Bopanna     | John Peers Michael Venus                  | 3:6, 4:6          |
| Finalista     | 13. | 31 lipca 2021        | Kitzbühel     | Ceglana       | Roman Jebavý      | Alexander Erler Lucas Miedler             | 5:7, 6:7(5)       |
| Zwycięzca     | 10. | 27 sierpnia 2021     | Winston-Salem | Twarda        | Marcelo Arévalo   | Ivan Dodig Austin Krajicek                | 6:7(5), 7:5, 10–6 |
| Zwycięzca     | 11. | 24 października 2021 | Moskwa        | Twarda (hala) | Harri Heliövaara  | Tomislav Brkić Nikola Ćaćić               | 7:5, 4:6, 11–9    |
| Zwycięzca     | 12. | 13 lutego 2022       | Rotterdam     | Twarda (hala) | Robin Haase       | Lloyd Harris Tim Pütz                     | 4:6, 7:6(5), 10–5 |
| Finalista     | 14. | 21 maja 2022         | Genewa        | Ceglana       | Pablo Andújar     | Nikola Mektić Mate Pavić                  | 6:2, 2:6, 3–10    |
| Finalista     | 15. | 24 czerwca 2022      | Eastbourne    | Trawiasta     | Luke Saville      | Nikola Mektić Mate Pavić                  | 4:6, 2:6          |
| Finalista     | 16. | 24 lipca 2022        | Hamburg       | Ceglana       | Rohan Bopanna     | Lloyd Glasspool Harri Heliövaara          | 2:6, 4:6          |
| Zwycięzca     | 13. | 2 października 2022  | Tel Awiw-Jafa | Twarda (hala) | Rohan Bopanna     | Santiago González Andrés Molteni          | 6:2, 6:4          |
| Finalista     | 17. | 23 października 2022 | Antwerpia     | Twarda (hala) | Rohan Bopanna     | Tallon Griekspoor Botic van de Zandschulp | 6:3, 3:6, 5–10    |
| Zwycięzca     | 14. | 12 lutego 2023       | Montpellier   | Twarda (hala) | Robin Haase       | Maxime Cressy Albano Olivetti             | 7:6(4), 4:6, 10–6 |